# Емельяновское сельское поселение (Тверская область)
Емельяновское се́льское поселе́ние — муниципальное образование в составе Старицкого района Тверской области.

На территории поселения находится 25 населенных пунктов. Центр поселения — село Емельяново.

Образовано в 2005 году, включило в себя территории Емельяновского и Гостеневского сельских округов.

## Географические данные
- Общая площадь: 189,6 км²
- Нахождение: восточная часть Старицкого района.
- Граничит:
  - на севере — с Калининским районом, Красногорское СП,
  - на востоке — с Калининским районом, Верхневолжское СП,
  - на юге — со Степуринским СП,
  - на западе — с Архангельским СП.

По территории поселения верховья реки Тьмаки.

## Экономика
Основные хозяйства — совхоз «Красноармеец» и колхоз «Ленинское Знамя».

## Население
По переписи 2002 года — 1452 человека (354 Гостеневский и 1098 Емельяновский сельские округа), на 01.01.2008 — 1492 человека.

## Населенные пункты
На территории поселения находятся следующие населённые пункты:
| №  | Тип нп | Название       | Население (2008 год) |
| -- | ------ | -------------- | -------------------- |
| 1  | дер.   | Александрово   | 0                    |
| 2  | дер.   | Апухлицы       | 5                    |
| 3  | дер.   | Болдырево      | 11                   |
| 4  | дер.   | Болотьково     | 6                    |
| 5  | село   | Емельяново     | 847                  |
| 6  | дер.   | Зашейково      | 55                   |
| 7  | дер.   | Курово         | 2                    |
| 8  | дер.   | Мирная         | 18                   |
| 9  | дер.   | Молотино       | 14                   |
| 10 | дер.   | Панофидино     | 130                  |
| 11 | дер.   | Сафроново      | 11                   |
| 12 | дер.   | Сергеево       | 1                    |
| 13 | дер.   | Ченцово        | 1                    |
| 14 | дер.   | Андриянково    | 12                   |
| 15 | дер.   | Аполишено      | 8                    |
| 16 | дер.   | Афанасово      | 0                    |
| 17 | дер.   | Бакланово      | 30                   |
| 18 | дер.   | Быково-Репинка | 6                    |
| 19 | дер.   | Гостенево      | 245                  |
| 20 | дер.   | Даниловское    | 18                   |
| 21 | дер.   | Демихово       | 15                   |
| 22 | дер.   | Леушкино       | 6                    |
| 23 | дер.   | Пыхово         | 2                    |
| 24 | дер.   | Чухино         | 24                   |
| 25 | дер.   | Шишково        | 25                   |

### Бывшие населенные пункты
На территории поселения исчезли деревни Арсеньево, Борисково, Тенинково, Шеметково; хутора Прогресс, Табуково, Донское и другие.

Деревня Сотчино присоединена к селу Емельяново.
Село Ильинское присоединено к деревне Апухлицы.

## История
С образованием губерний территория поселения входит в Тверскую провинцию Санкт-Петербургской, затем (с 1727 года), Новгородской губернии. В 1775—1796 годах входит в Тверское наместничество. С образованием в 1796 году Тверской губернии территория поселения вошла в Старицкий уезд.

После ликвидации губерний в 1929 году территория вошла в Емельяновский район Московской области. С 1935 года — в составе Калининской области. Емельяновский район ликвидирован в 1956 году и территория поселения полностью вошла в состав Старицкого района. С 1990 года — в Тверской области.
В XIX — начале XX века деревни поселения относились к Емельяновской и Гнездовской волостям Старицкого уезда Тверской губернии.

В 1940-50-е годы на территории поселения существовали Емельяновский, Апухлицкий и Даниловский сельсоветы Емельяновского района и Комовский сельсовет Старицкого района Калининской области.

## Известные люди
В деревне Даниловское родился Герой Советского Союза Алексей Иванович Зорин.

 В деревне Чухино родился Герой Советского Союза Александр Ильич Громов.